# Elegant Machinery
Gli Elegant Machinery sono un gruppo musicale svedese di genere synthpop/futurepop, formatosi nel 1988 e tuttora in attività.
Sono fra i pochi gruppi musicali ancora in attività a dedicarsi alla musica synthpop tradizionale. Insieme a gruppi come i Page, S.P.O.C.K, Sista Mannen På Jorden e KieTheVez, gli Elegant Machinery hanno definito il sound del movimento synthpop svedese.
Influenzati da gruppi come Yazoo, Human League, Depeche Mode, Rational Youth e Robert Marlow, il gruppo fu fondato nel 1988 da Richard Jomshof e Leslie Bayne con il nome Pole Position.
Robert Enforsen si unì alla band come cantante nel 1989, ed il gruppo pubblicò il loro primo demo, cambiando il nome nell'attuale elegant Machinery, nome preso in prestito da un album dei DATA, un gruppo britannico attivo negli anni ottanta. Johan Malmgren si unì al gruppo nel 1992.
Il gruppo ebbe molto successo in Svezia, con un buon numero di singoli in classifica e diversi riconoscimenti. Nel resto d'Europa, la loro popolarità è legata principalmente al singolo Process del 1992, che arrivò sino alla quinta posizione dei singoli più venduti in Spagna.
La band si sciolse nel 1999 per poi riprendere il sodalizio nel 2004.

## Formazione attuale
- Johan Malmgren
- Robert Enforsen
- Leslie Bayne
- Richard Jomshof

## Discografia

### Album
- Degraded Faces (1991)
- Shattered Grounds (1993)
- Yesterday Man (1996)
- A Soft Exchange (2008)

### Singoli ed EP
- Safety in Mind (1991)
- Process (1992)
- Hard to Handle (1993)
- Repressive Thoughts (1994)
- Watching You (1995)
- Fading Away (1998)
- Words of Wisdom (1998)
- Feel the Silence (2008)
- Move (2008)

### Raccolte
- A Decade of Thoughts (1998)

### DVD
- Archives (2005)